# Amauris darius
Amauris darius är en fjärilsart som beskrevs av Rothschild och Jordan 1903. Amauris darius ingår i släktet Amauris och familjen praktfjärilar. Inga underarter finns listade i Catalogue of Life.